# آنخل ماریا ویار
آنجل ماریا وییار (به اسپانیایی: Ángel María Villar) بازیکن فوتبال اهل اسپانیا است که از سال ۱۹۷۳ تا ۱۹۷۹ میلادی عضو تیم ملی فوتبال اسپانیا بوده و در ۲۲ بازی ملی حضور داشته‌است. او در بازی‌های ملی‌اش ۳ گل به ثمر رساند.وییار هم اکنون بعنوان معاون و مشاور اول رئیس کل فیفا (FIFA) یعنی جانی اینفانتینو فعالیت می کند. 